# Tooting
Tooting is een wijk in het Londense bestuurlijke gebied Wandsworth, in de regio Groot-Londen.

## Geboren in Tooting
- Raye (1997), zangeres
- Sadiq Khan (1970), Burgemeester van Londen